# Санджак
 Тази статия е за административната единица.  За историческата област вижте Санджак (област).  
Санджа̀к (на турски: Sancak, „знаме“) е основната административно-териториална единица в Османската империя, съставна част на еялета.
Във време на война от всеки включен в мобилизационната кампания санджак излизат в поход около 30 хиляди спахии. Всеки санджак се дели на каази. Управлява се от мютесариф (санджакбей).
През 1520 – 1535 г., от когато са и първите сравнително сигурни демографски данни по домакинства (огнища), са съществували следните санджаци в Румелия на основата на стари и унаследени исторически области с центрове:
- Смедеревски санджак, с център Смедерево
- Трикала
- Кюстендилски санджак, с център Кюстендил
- Морея
- Никопол
- Босненски санджак
- Евбея
- Охрид
- Янина
- Крушевац
- София
- Шкодра
- Силистра
- Виза
- Видин
- Вучитрън
- Призрен
- Херцеговински санджак с център Мостар
- Зворник
- Чирмен
- Превеза
- Елбасан
- Галиполи
- Черногорски санджак с център Жабляк (крепост)
- Дукагин с център Лежа
- Цигани, като под това име са дадени не християнски или мюсюлмански домакинства, а циганските такива с общ брой 17 191.

ДОМАКИНСТВА по това време в горепосочените санджаци по религиозен признак: християнски – 814 777 (81 %), мюсюлмански – 186 952 (18,6 %), еврейски – 4134 (0,4 %); общо 1 005 863